# Soslan

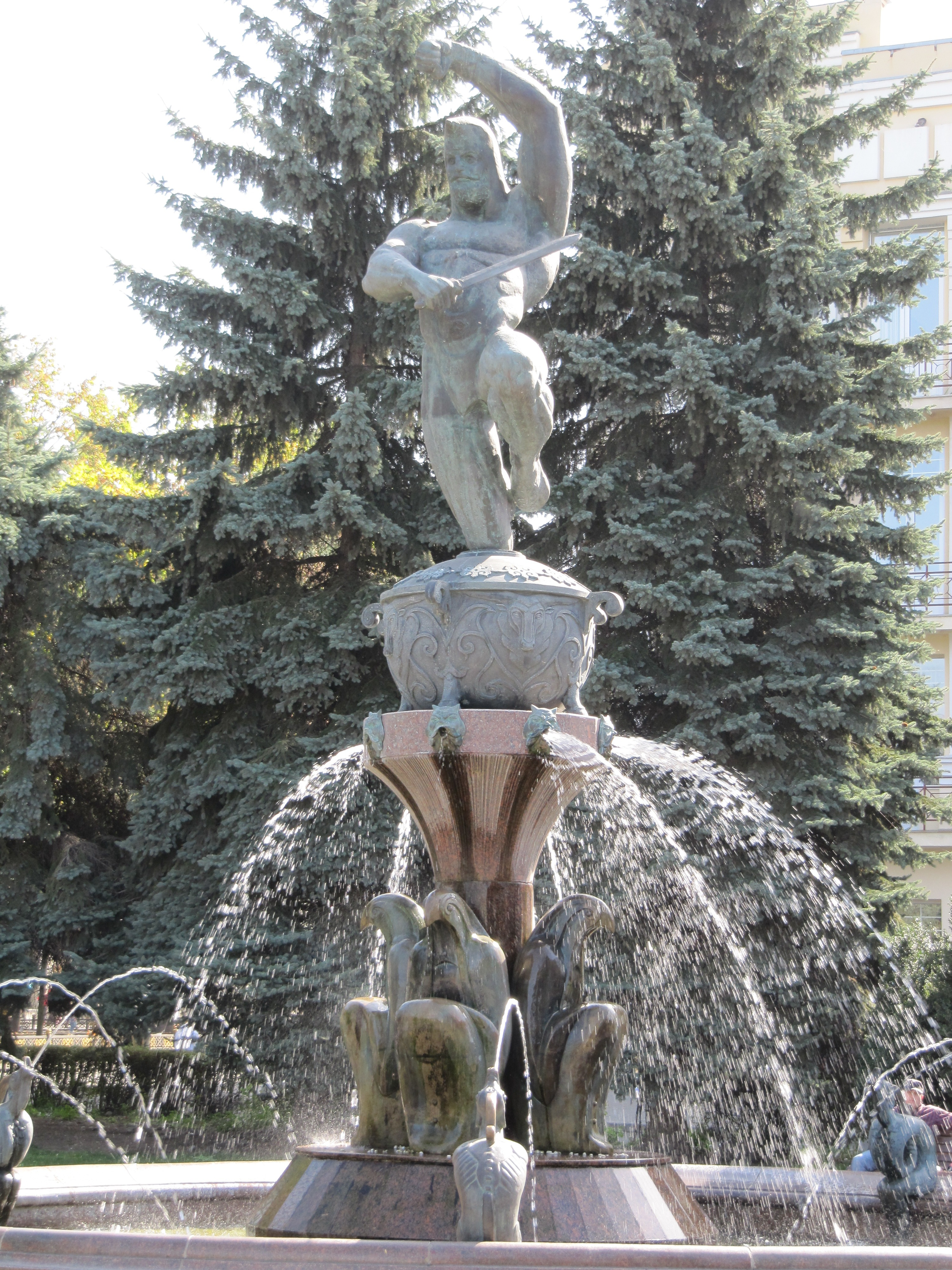
Fontana dedicata a Soslan nell'Ossezia settentrionale

Soslan è un personaggio della mitologia osseta, figlio di un pastore e una pietra, uno dei più importanti delle saghe dei Narti. Lo stesso personaggio è presente in diverse declinazioni in altre saghe della regione caucasica. Egli è noto come Sawsyryqu (o Sosryko o Sosruko) presso i circassi, come Sosruko presso i tatari, come Sawsyrqwa presso gli abcasi e infine come Soska Sosla presso i ceceni-ingusci.
Il Ciclo dei Narti narra che un giorno Satana era al fiume a far il bucato quando un pastore la vide e ne rimase affascinato a tal punto da sdraiarsi su una pietra e trarne piacere pensando alla donna. Satana lo vide e tempo dopo prese altre giovani narte, si recò alla pietra e la sgravò di un bimbo che venne chiamato Soslan. Il bambino crebbe e diventato più grande disse alla madre che non sarebbe mai valso niente se non fosse stato immerso nel latte di lupa dall'artigiano celeste Kurdalægon.
Kurdalægon interpellato da Satana fu d'accordo e si mise a scavare la tinozza per immergervi il bambino, ma Syrdon lo confuse e la tinozza fu fatta più corta di quattro dita. Quando fu pronta, vennero portati cento sacchi di carbone e Satana mandò il marito Uryzmæg a procurarsi il latte al crocevia dei sette sentieri, qui l'eroe narte incontrò Silæm, la madre di tutti i cani del mondo che condusse a lui tutte le lupe del bosco da cui Uryzmæg munse il latte necessario.
Una volta pronto tutto Kurdalægon immerse Soslan nella tinozza che essendo più corta costrinse il bambino a tenere le ginocchia piegate, ciò lo rese tutto di acciaio ad esclusione delle ginocchia rimaste di carne.

## Concordanze con altre mitologie indoeuropee
Secondo C. Vielle (Le Mytho-Cycle Héroïque dans l'aire Indo-Européenne: Correspondances et transformations Helléno-Aryennes, Louvain, 1996) il mito di Soslan è paragonabile a quello dell'eroe greco Achille (ma lo stesso si può dire per un altro eroe greco, il cugino di Achille, Aiace figlio di Telamone), degli eroi indiani Arjuna e Krishna e dell'eroe celtico Cú Chulainn, dell'eroe germanico Sigfrido. Esso appartiene pertanto a un originario archetipo indoeuropeo di eroe, riconoscibile per una serie definita di tratti originari comuni, fra cui ricordiamo solo i più salienti:
- è collegato alle potenze sotterranee, che lo immergono nell'acqua di un fiume divino o in acqua magicamente alterata o comunque in un liquido dalle proprietà magiche, per renderlo invulnerabile

- l'invulnerabilità risultante è però condizionata, poiché l'eroe non può essere immerso totalmente. Ne restano escluse parti vitali secondo la psicofisiologia arcaica (il tallone di Achille, il ginocchio di Soslan, parti collegate alla integrità della psykhé -principio vitale "freddo" dell'anima- secondo R. M. Onyans, "Le origini del pensiero europeo". ed. ital. Adelphi 1991);

- l'eroe è pertanto destinato a morire giovane in battaglia, secondo una scelta che lui stesso ha compiuto, per garantirsi la gloria immortale, che è il valore comune agli eroi dei miti indoeuropei (secondo le analogie rinvenute per caso dal linguista ottocentesco di corrente neogrammatica Adalbert Kuhn);

- la morte dell'eroe invulnerabile (o dei suoi amici) è legata a una ferita a tradimento nel suo punto debole, da parte di un uomo più vile (Paride trafigge al tallone Achille con una freccia, un cacciatore trafigge al tallone Krishna per errore, Cuchulainn prima della sua ultima battaglia è ferito al tallone da una fibbia).

Il collegamento fra la saga dei Narti e il ciclo di leggende di Re Artù ha indotto alcuni a vedere in quest'ultimo un cavaliere di truppe ausiliarie caucasiche distaccato in Britannia ai tempi della caduta dell'Impero romano d'Occidente. Tale interpretazione razionalistica e pseudo-storica del mito non ha fondamento reale e la somiglianza fra i miti degli Osseti (di cultura indo-europea, e precisamente indo-iranica) e i miti arturiani va ricondotta alla comune eredità proto-indoeuropea dei Celti e degli Osseti stessi. La saga ossetica dei Narti riceve tuttavia forti influssi di adstrato dalle più antiche popolazioni del Caucaso, che hanno lingua e cultura proprie.